# Aleurocanthus nudus
Aleurocanthus nudus là một loài côn trùng cánh nửa trong họ Aleyrodidae, phân họ Aleyrodinae.
Aleurocanthus nudus được Dumbleton miêu tả khoa học đầu tiên năm 1961.